# Suada
Suada is de Romeinse godin van de overtuiging, verleiding en de welsprekendheid. (Haar Griekse naam is Peitho.)
Ze werd gewoonlijk afgebeeld als een vrouw die haar hand in een positie hield alsof ze vlucht van een verkrachting of als een overtuigende pose.
Men herkent haar aan de witte duif en een bal van gevlochten garen die ze bij zich heeft.
Suada is ook een Arabische naam en betekent vrolijkheid.